# 理性主義美學
理性主義又稱新古典主義。
在文藝復興的基礎上，此美學進一步重視人的研究，形成「理性派」和「經驗派」；哲學研究從「本體論」轉向「認識論」。
以文藝運動而言，是法國的「古典主義」其繼承了文藝復興反對中世紀盲目信仰，把人的理性提高到首位；然因把理性規則教條化，引起18世紀啟蒙思想家反對。

## 代表思想家
- 笛卡兒
- 布瓦洛